# 混合体積
凸幾何学における混合体積（こんごうたいせき、mixed volume）とは、{\displaystyle \mathbb {R} ^{n}}上のいくつかの凸体の組と非負数を特徴づける手法である。凸体の形状と大きさ、相対的な方向に依存する。

## 定義
{\displaystyle K_{1},K_{2},\dots ,K_{r}}を{\displaystyle \mathbb {R} ^{n}}上の凸体とする。次の関数を考える。
{\displaystyle f(\lambda _{1},\ldots ,\lambda _{r})=\mathrm {Vol} _{n}(\lambda _{1}K_{1}+\cdots +\lambda _{r}K_{r}),\qquad \lambda _{i}\geq 0,}
ここで{\displaystyle {\text{Vol}}_{n}}は{\displaystyle n}次元体積、{\displaystyle {\text{Vol}}_{n}}内の加法は拡大縮小された{\displaystyle K_{i}}に関するミンコフスキー和である。{\displaystyle f}は{\displaystyle n}次斉次多項式であることが分かり、次のように書ける。
{\displaystyle f(\lambda _{1},\ldots ,\lambda _{r})=\sum _{j_{1},\ldots ,j_{n}=1}^{r}V(K_{j_{1}},\ldots ,K_{j_{n}})\lambda _{j_{1}}\cdots \lambda _{j_{n}},}
ただし、{\displaystyle V}は対称関数である。インデックス{\displaystyle j\in \{1,\ldots ,r\}^{n}} について、係数{\displaystyle V(K_{j_{1}},\dots ,K_{j_{n}})}を{\displaystyle K_{j_{1}},\dots ,K_{j_{n}}}の混合体積という。

## 性質
- 混合体積は次の3つの性質で特徴づけられる。

1. {\displaystyle V(K,\dots ,K)={\text{Vol}}_{n}(K)}
2. {\displaystyle V} は対称関数。
3. {\displaystyle V}は多重線型形。つまり、{\displaystyle \lambda ,\lambda '\geq 0}について、{\displaystyle V(\lambda K+\lambda 'K',K_{2},\dots ,K_{n})=\lambda V(K,K_{2},\dots ,K_{n})+\lambda 'V(K',K_{2},\dots ,K_{n})}

- 混合体積は非負で、各変数において単調増加。つまり{\displaystyle K_{1}\subseteq K_{1}'}とすれば、 {\displaystyle V(K_{1},K_{2},\ldots ,K_{n})\leq V(K_{1}',K_{2},\ldots ,K_{n})}。
- アレクサンドル・アレクサンドロフ（英語版）とヴェルナー・フェンシェル（英語版）の発見によれば、次の不等式が成立する（アレクサンドロフ＝フェンシェル不等式）。

{\displaystyle V(K_{1},K_{2},K_{3},\ldots ,K_{n})\geq {\sqrt {V(K_{1},K_{1},K_{3},\ldots ,K_{n})V(K_{2},K_{2},K_{3},\ldots ,K_{n})}}.}
ブルン＝ミンコフスキーの不等式や凸体におけるミンコフスキーの第一不等式のような多くの不等式は、このアレクサンドロフ＝フェンシェル不等式の系である。

## Quermassintegrals
{\displaystyle K\subset \mathbb {R} ^{n}}を凸体、{\displaystyle B=B_{n}\subset \mathbb {R} ^{n}}を単位球とする。
{\displaystyle W_{j}(K)=V({\overset {n-j{\text{ times}}}{\overbrace {K,K,\ldots ,K} }},{\overset {j{\text{ times}}}{\overbrace {B,B,\ldots ,B} }})}
は{\displaystyle K}の j-th quermassintegral と呼ばれる。
混合体積の定義よりシュタイナーの公式（Steiner formula）と呼ばれる次の式が成立する。ヤコブ・シュタイナーの名を冠する。
{\displaystyle \mathrm {Vol} _{n}(K+tB)=\sum _{j=0}^{n}{\binom {n}{j}}W_{j}(K)t^{j}.}

### Intrinsic volumes
{\displaystyle K}の j-th intrinsic volume はquermassintegralの異なる正規化物である。次の式で定義される。
{\displaystyle V_{j}(K)={\binom {n}{j}}{\frac {W_{n-j}(K)}{\kappa _{n-j}}},}
つまり、
{\displaystyle \mathrm {Vol} _{n}(K+tB)=\sum _{j=0}^{n}V_{j}(K)\,\mathrm {Vol} _{n-j}(tB_{n-j}).}
ここで{\displaystyle \kappa _{n-j}={\text{Vol}}_{n-j}(B_{n-j})}は、{\displaystyle (n-j)}次元単位球の体積。

### ハドヴィガーの定理
ハドヴィガーの定理は、{\displaystyle \mathbb {R} ^{n}}内の凸体上の剛体運動の下で不変で連続な任意の付値はquermassintegral（またはintrinsic volume）の線型結合で表すことができることを主張する。